# Johnny Newman
Pour les articles homonymes, voir Newman.
John Sylvester Newman, Jr., né le 28 novembre 1963 à Danville en Virgine, est un ancien joueur américain de basket-ball. Arrière-ailier de 2 m, Newman a évolué à l'université de Richmond avant d'intégrer la National Basketball Association. En 16 saisons (1986 à 2002) de NBA, il a joué sous les couleurs des Cleveland Cavaliers, des New York Knicks, des Charlotte Hornets, des New Jersey Nets, des Milwaukee Bucks, des Denver Nuggets et des Dallas Mavericks.
Newman a joué au lycée George Washington à Danville, Virginie pour l'équipe des Eagles sous les ordres de l'entraîneur Harry Johnson avant de rejoindre l'université de Richmond.
Newman est sorti de Richmond en 1986 en tant que meilleur marqueur de l'histoire de l'école avec 2383 points.
Alors que Richmond n'était pas réputé pour son équipe de basket-ball, Newman les mena à deux participations au tournoi final NCAA.
Il fut ensuite sélectionné par les Cleveland Cavaliers au 2e tour (29e rang), de la draft 1986.
Les choix des Cleveland Cavaliers lors de la draft 1986 furent parmi les meilleurs de la franchise. En effet, ils acquirent les futurs All-Stars Mark Price, Brad Daugherty et Ron Harper. Harper et Newman jouant au même poste, Newman dut évoluer sur le banc lors de sa saison rookie.
Newman rejoignit les New York Knicks pour la saison 1987-1988, parvenant à obtenir un poste de titulaire. Avec ses coéquipiers Mark Jackson et Patrick Ewing, Newman mena les Knicks en playoffs. En 1988-1989, Newman augmenta son influence, inscrivant 16,0 points par match et menant les Knicks en tête de la Atlantic Division.
À l'issue de la saison 1989-1990, Newman signa en tant que free agent avec les Charlotte Hornets.
Newman fut ensuite transféré aux New Jersey Nets avec Stephon Marbury après la saison 2000-2001 en échange de Jason Kidd.
Newman totalise 12 740 points dans sa carrière NBA.
Johnny Newman a joué en 1997 dans le film Haute trahison avec Charlie Sheen, Linda Hamilton, Donald Sutherland et Gore Vidal.
Newman fut marié brièvement avec l'actrice Dawnn Lewis en janvier 2005.

## Pour approfondir
- Liste des joueurs en NBA ayant joué plus de 1 000 matchs en carrière.